# Charlotte Löwensköld (1930)
Charlotte Löwensköld är en svensk film från 1930 i regi av Gustaf Molander. 

## Om filmen
Filmen är en blandning av ljud- och stumfilm. Filmen premiärvisades 26 december 1930. Filmen spelades in i Filmstaden Råsunda av Julius Jaenzon. 
Som förlaga har man Selma Lagerlöfs roman Charlotte Löwensköld (1925). Det gjordes en nyinspelning av romanen 1979, Charlotte Löwensköld.  

## Rollista i urval
- Pauline Brunius – överstinnan Beate Ekenstedt
- Gertrud Pålson-Wettergren – Anna Svärd, dalkulla
- Birgit Sergelius – Charlotte Löwensköld
- Stina Berg – prostinnan Forsius
- Urho Somersalmi – Gustaf Henrik Schagerström, brukspatron
- Eric Barclay – Karl Artur Ekenstedt, präst, Beates son
- Axel Nilsson – prosten Forsius
- Kolbjörn Knudsen – Pontus Friman, Karl Arturs vän
- Edith Wallén – Thea Sundler, postfröken
- Alfred Lundberg – biskopen
- Oscar Bergström – gäst på juldagsmiddagen
- Helfrid Lambert – gäst på juldagsmiddagen
- Hilda Castegren – Beates trotjänarinna
- Weyler Hildebrand – Börjeson, förvaltare på bruket Sjötorp
- Nils Wahlbom – man i jaktsällskapet
- Carl Sjögren – gäst på juldagsmiddagen
- Sven Garbo – gäst på juldagsmiddagen
- Inga-Bodil Vetterlund – gäst på juldagsmiddagen
- Otto Elg-Lundberg – gäst på juldagsmiddagen
- Mia Gründer – gäst på juldagsmiddagen
- Carl Skylling – gäst på juldagsmiddagen

## Musik i filmen
- Bland tomtar och troll, kompositör Albert Henneberg, instrumental.
- Anna, du kan väl stanna, kompositör Jules Sylvain, text Valdemar Dalquist, famförs instrumentalt på piano av okänd pianist.
- Skärgårdsbilder, tre klaverstycken, op. 17. Nr 3 Böljesång, kompositör Hugo Alfvén
- Canzonetta (Peterson-Berger) , kompositör Wilhelm Peterson-Berger, instrumental.
- Die lustigen Musikanten (Muntra musikanter), kompositör August Ferdinand Riccius, text E. Grundmann, sång Oscar Bergström, Carl Sjögren, Otto Elg-Lundberg och Carl Skylling
- Efter vinter kommer vår, kompositör Jules Sylvain, text Karl-Ewert, framförs med såg av okänd sångerska
- Gläd dig, du Kristi brud, kompositör Jacob Regnart, svensk textbearbetning 1812 Samuel Hedborn svensk textbearbetning 1819 Johan Olof Wallin svensk textbearbetning 1979 Britt G. Hallqvist
- Herr Arnes pengar, kompositör Helmer Alexandersson, instrumental.
- Herre, signe du och råde, kompositör Johann Schop, text Jesper Swedberg
- Höga berg och djupa dalar
- I sommarens soliga dagar, text Gustaf Emanuel Johansson, instrumental.
- Morsgrisar är vi allihopa
- Sex låtar för klaver. Nr 6 Nachspiel, kompositör Wilhelm Peterson-Berger, instrumental.
- Nu är det jul igen
- När juldagsmorgon glimmar, tysk text Abel Burckhardt, instrumental.
- Symfoni, nr 1, kompositör Gunnar Ek, instrumental.
- Tänker du att jag förlorader är, instrumental.
- Var hälsad, sköna morgonstund (Wie schön leuchtet der Morgenstern), kompositör Philipp Nicolai, svensk text 1819 Johan Olof Wallin, sång Gertrud Pålson-Wettergren
- Heliga tre konungars ökenvandring, kompositör Emil Sjögren, instrumental.